# Proper forsing
Proper forsing (własność proper pojęć forsingu) – jedna z podstawowych własności pojęć forsingu wprowadzona przez izraelskiego matematyka Saharona Szelacha w drugiej połowie lat 70. XX wieku. Nazwa jest spolszczeniem angielskiego wyrażenia proper forcing.
W 1978 w czasie wykładów w Berkeley, Szelach przedstawił po raz pierwszy tę własność i jej zastosowania, w druku te idee ukazały się w 1980. W 1982, Szelach opublikował monografię przedstawiającą pierwsze systematyczne badania forsingów proper, związanych z nimi aksjomatów forsingowych i twierdzeń zachowawczych.

## Definicje
W literaturze tematu funkcjonują trzy równoważne definicje pojęcia forsingów proper. Definicja teoriogrowa była opublikowana po raz pierwszy w rozprawie doktorskiej Charlsa Greya, pozostałe dwie są oryginalnymi definicjami Szelacha.
Niech {\displaystyle \mathbb {P} =(\mathbb {P} ,\leqslant )} będzie pojęciem forsingu.

### Definicja kombinatoryczna
- Uogólniając pojęcie zbiorów stacjonarnych wprowadzamy następujące definicje. Poniżej, dla liczby kardynalnej {\displaystyle \lambda }, rodzina wszystkich nieskończonych przeliczalnych podzbiorów {\displaystyle \lambda } jest oznaczana przez {\displaystyle [\lambda ]^{\omega }.}

(i) Zbiór {\displaystyle X\subseteq [\lambda ]^{\omega }} jest nieograniczony jeśli dla każdego {\displaystyle y\in [\lambda ]^{\omega }} możemy znaleźć {\displaystyle x\in X} taki że {\displaystyle y\subseteq x.}
(ii) Zbiór {\displaystyle X\subseteq [\lambda ]^{\omega }} jest domknięty jeśli dla każdego ciągu {\displaystyle x_{0}\subseteq x_{1}\subseteq x_{2}\subseteq \ldots \subseteq x_{n}\subseteq \ldots } (dla {\displaystyle n<\omega }) elementów zbioru {\displaystyle X} spełniony jest warunek
{\displaystyle \bigcup \limits _{n<\omega }x_{n}\in X.}
(iii) Zbiór {\displaystyle S\subseteq [\lambda ]^{\omega }} jest stacjonarny jeśli ma on niepusty przekrój z każdym domkniętym i nieograniczonym zbiorem {\displaystyle X\subseteq [\lambda ]^{\omega }} (tzn. {\displaystyle S\cap X\neq \varnothing }).
- Pojęcie forsingu {\displaystyle \mathbb {P} } jest proper jeśli zachowuje ono stacjonarność podzbiorów {\displaystyle [\lambda ]^{\omega }} dla każdej nieprzeliczalnej liczby kardynalnej {\displaystyle \lambda .} Innymi słowy, {\displaystyle \mathbb {P} } jest proper jeśli dla każdej nieprzeliczalnej liczby kardynalnej {\displaystyle \lambda } i każdego stacjonarnego zbioru {\displaystyle S\subseteq [\lambda ]^{\omega }} mamy, że {\displaystyle \Vdash _{\mathbb {P} }} „{\displaystyle S} jest stacjonarny”.

### Definicja teoriogrowa
- Dla {\displaystyle p\in \mathbb {P} } rozważmy następującą grę nieskończoną {\displaystyle \Game ^{\mathrm {proper} }(p,\mathbb {P} )} długości {\displaystyle \omega .} W czasie partii tej gry, dwóch graczy (Pierwszy i Druga) konstruuje ciąg {\displaystyle \langle {\dot {\alpha }}_{n},\beta _{n}:n<\omega \rangle } w sposób następujący. Na kroku {\displaystyle n,}

najpierw Pierwszy wybiera {\displaystyle \mathbb {P} }-nazwę (term boole’owski) {\displaystyle {\dot {\alpha }}_{n}} taką że {\displaystyle \Vdash _{\mathbb {P} }} „{\displaystyle {\dot {\alpha }}_{n}} jest liczbą porządkową”.
Potem Druga odpowiada wybierając liczbę porządkową {\displaystyle \beta _{n}.}
Po skończonej partii orzekamy że Druga wygrała wtedy i tylko wtedy, gdy istnieje warunek {\displaystyle q\leqslant p} taki, że {\displaystyle q\Vdash _{\mathbb {P} }(\forall n<\omega )(\exists k<\omega )({\dot {\alpha }}_{n}=\beta _{k}).}
- Pojęcie forsingu {\displaystyle \mathbb {P} } jest proper jeśli dla każdego warunku {\displaystyle p\in \mathbb {P} ,} Druga ma strategię zwycięską w grze {\displaystyle \Game ^{\mathrm {proper} }(p,\mathbb {P} ).}

### Definicja oparta na warunkach generycznych
- Powiemy, że zbiór {\displaystyle G\subseteq \mathbb {P} } jest filtrem w {\displaystyle \mathbb {P} } jeśli następujące warunki są spełnione:

(i) {\displaystyle G\neq \emptyset ,}
(ii) jeśli {\displaystyle p,q\in \mathbb {P} ,} {\displaystyle q\leqslant p} oraz {\displaystyle q\in G,} to również {\displaystyle p\in G,}
(iii) jeśli {\displaystyle p,q\in G,} to można znaleźć {\displaystyle r\in G} taki że {\displaystyle r\leqslant p} oraz {\displaystyle r\leqslant q.}
- Zbiór {\displaystyle I\subseteq \mathbb {P} } jest gęstym podzbiorem {\displaystyle \mathbb {P} } jeśli {\displaystyle (\forall p\in \mathbb {P} )(\exists q\in I)(q\leqslant p).}
- Niech {\displaystyle \chi } będzie regularną liczbą kardynalną a {\displaystyle {\mathcal {H}}(\chi )} będzie rodziną wszystkich zbiorów dziedzicznie mocy mniejszej niż {\displaystyle \chi .} Przypuśćmy, że {\displaystyle N} jest przeliczalnym elementarnym podmodelem {\displaystyle ({\mathcal {H}}(\chi ),\in )} takim, że {\displaystyle \mathbb {P} \in N.} Powiemy, że warunek {\displaystyle q\in \mathbb {P} } jest warunkiem {\displaystyle (N,\mathbb {P} )}-generycznym jeśli dla każdego maksymalnego antyłańcucha {\displaystyle A\subseteq \mathbb {P} } który należy do modelu {\displaystyle N} mamy

dla każdego {\displaystyle r\in A,} jeśli {\displaystyle r,q} są niesprzeczne, to {\displaystyle r\in N.}
(Przypomnijmy, że warunki {\displaystyle r,q} są niesprzeczne jeśli istnieje warunek {\displaystyle s\in \mathbb {P} } silniejszy niż oba te warunki).
- Pojęcie forsingu {\displaystyle \mathbb {P} } jest proper, jeśli dla każdej dostatecznie dużej regularnej liczby kardynalnej {\displaystyle \chi } istnieje {\displaystyle x\in {\mathcal {H}}(\chi )} taki, że:

jeśli {\displaystyle N} jest przeliczalnym elementarnym podmodelem {\displaystyle ({\mathcal {H}}(\chi ),\in ),} {\displaystyle \mathbb {P} ,x\in N} oraz {\displaystyle p\in \mathbb {P} \cap N,}
to istnieje warunek {\displaystyle q\leqslant p} który jest {\displaystyle (N,\mathbb {P} )}-generyczny.

## Przykłady
- Wszystkie przeliczalnie domknięte pojęcia forsingu, jak też i wszystkie ccc pojęcia forsingu są proper.
- Pojęcia forsingu Lavera, Mathiasa i Sacksa (zdefiniowane w artykule o pojęciach forsingu) są proper.

## Przykładowe własności
- Przypuśćmy, że pojęcie forsingu {\displaystyle \mathbb {P} } jest proper. Wówczas

(a) Jeśli {\displaystyle p\in \mathbb {P} } oraz {\displaystyle {\dot {\tau }}} jest {\displaystyle \mathbb {P} }-nazwą taką, że {\displaystyle p\Vdash _{\mathbb {P} }{\dot {\tau }}:\omega \longrightarrow \mathbf {V} ,} to istnieją warunek {\displaystyle q\leqslant p} oraz ciąg {\displaystyle \langle A_{n}:n<\omega \rangle } zbiorów przeliczalnych takie, że {\displaystyle q\Vdash _{\mathbb {P} }(\forall n<\omega )({\dot {\tau }}(n)\in A_{n}).}
(b) {\displaystyle \Vdash _{\mathbb {P} }} „{\displaystyle \omega _{1}^{\mathbf {V} }} jest liczbą kardynalną”.
- Przypuśćmy, że {\displaystyle {\overline {\mathbb {Q} }}=\langle \mathbb {P} _{\alpha },{\dot {\mathbb {Q} }}_{\alpha }:\alpha <\gamma \rangle } jest iteracją z nośnikami przeliczalnymi (CS iteration) taką, że dla każdego {\displaystyle \alpha <\gamma } mamy

{\displaystyle \Vdash _{\mathbb {P} _{\alpha }}} „{\displaystyle {\dot {\mathbb {Q} }}_{\alpha }} jest proper”.
Wówczas {\displaystyle \mathbb {P} _{\gamma }=\lim({\overline {\mathbb {Q} }})} jest proper.
- Załóżmy CH. Przypuśćmy, że {\displaystyle {\overline {\mathbb {Q} }}=\langle \mathbb {P} _{\alpha },{\dot {\mathbb {Q} }}_{\alpha }:\alpha <\omega _{2}\rangle } jest iteracją z nośnikami przeliczalnymi taką, że dla każdego {\displaystyle \alpha <\omega _{2}} mamy

{\displaystyle \Vdash _{\mathbb {P} _{\alpha }}} „{\displaystyle {\dot {\mathbb {Q} }}_{\alpha }} jest proper mocy co najwyżej {\displaystyle \aleph _{1}}”.
Wówczas {\displaystyle \mathbb {P} _{\omega _{2}}} spełnia {\displaystyle \aleph _{2}}-cc (tzn. każdy antyłańcuch w {\displaystyle \mathbb {P} _{\omega _{2}}} jest mocy co najwyżej {\displaystyle \aleph _{1}}) oraz {\displaystyle \Vdash _{\mathbb {P} _{\alpha }}} „{\displaystyle 2^{\aleph _{0}}=\aleph _{1}}” dla każdego {\displaystyle \alpha <\omega _{2}.}

## Twierdzenia zachowawcze
Pozycja własności proper w teorii forsingów iterowanych jest wynikiem szeregu twierdzeń zachowawczych związanych z tą własnością.

### Postać ogólna
Ogólny schemat twierdzeń iteracyjnych ma następującą postać. Mamy dwie własności pojęć forsingu, powiedzmy {\displaystyle W_{1}} i {\displaystyle W_{2}} i własność {\displaystyle W_{1}} implikuje własność {\displaystyle W_{2}.} Twierdzenia iteracyjne związane z tymi własnościami mogą być jednej z następujących postaci:
(a) Jeśli {\displaystyle {\overline {\mathbb {Q} }}=\langle \mathbb {P} _{\alpha },{\dot {\mathbb {Q} }}_{\alpha }:\alpha <\gamma \rangle } jest iteracją z nośnikami przeliczalnymi taką, że dla każdego {\displaystyle \alpha <\gamma } mamy
{\displaystyle \Vdash _{\mathbb {P} _{\alpha }}}” {\displaystyle {\dot {\mathbb {Q} }}_{\alpha }} jest proper i ma własność {\displaystyle W_{1}}”,
to {\displaystyle \mathbb {P} _{\gamma }=\lim({\overline {\mathbb {Q} }})} jest proper i ma własność {\displaystyle W_{2}.}
(b) Jeśli {\displaystyle \gamma } jest liczbą graniczną oraz {\displaystyle {\overline {\mathbb {Q} }}=\langle \mathbb {P} _{\alpha },{\dot {\mathbb {Q} }}_{\alpha }:\alpha <\gamma \rangle } jest taką iteracją z nośnikami przeliczalnymi, że dla każdego {\displaystyle \alpha <\gamma } mamy
{\displaystyle \Vdash _{\mathbb {P} _{\alpha }}} „{\displaystyle {\dot {\mathbb {Q} }}_{\alpha }} jest proper” oraz {\displaystyle \mathbb {P} _{\alpha }} ma własność {\displaystyle W_{1},}
to {\displaystyle \mathbb {P} _{\gamma }=\lim({\overline {\mathbb {Q} }})} (jest proper i) ma własność {\displaystyle W_{2}.}
Jeśli własności {\displaystyle W_{1},W_{2}} są identyczne, to mówimy wówczas że mamy do czynienia z twierdzeniem zachowawczym.

### Przykłady
- Powiemy, że pojęcie forsingu {\displaystyle \mathbb {Q} =(\mathbb {Q} ,\leqslant )} jest {\displaystyle ^{\omega }\omega }-ograniczające, jeśli

{\displaystyle \Vdash _{\mathbb {Q} }{\big (}\forall \eta \in {}^{\omega }\omega {\big )}{\big (}\exists \nu \in {}^{\omega }\omega \cap \mathbf {V} {\big )}{\big (}\forall n\in \omega {\big )}{\big (}\eta (n)<\nu (n){\big )}.}
Twierdzenie: Jeśli {\displaystyle {\overline {\mathbb {Q} }}=\langle \mathbb {P} _{\alpha },{\dot {\mathbb {Q} }}_{\alpha }:\alpha <\gamma \rangle } jest iteracją z nośnikami przeliczalnymi taką, że dla każdego {\displaystyle \alpha <\gamma } mamy
{\displaystyle \Vdash _{\mathbb {P} _{\alpha }}} „{\displaystyle {\dot {\mathbb {Q} }}_{\alpha }} jest proper i {\displaystyle ^{\omega }\omega }-ograniczające”,
to {\displaystyle \mathbb {P} _{\gamma }=\lim({\overline {\mathbb {Q} }})} jest proper i jest {\displaystyle ^{\omega }\omega }-ograniczające.
- Powiemy, że pojęcie forsingu {\displaystyle \mathbb {Q} =(\mathbb {Q} ,\leqslant )} jest słabo {\displaystyle ^{\omega }\omega }-ograniczające, jeśli

{\displaystyle \Vdash _{\mathbb {Q} }{\big (}\forall \eta \in {}^{\omega }\omega {\big )}{\big (}\exists \nu \in {}^{\omega }\omega \cap \mathbf {V} {\big )}{\big (}\{n\in \omega :\eta (n)<\nu (n)\}} jest nieskończony {\displaystyle {\big )}.}
Twierdzenie: Jeśli {\displaystyle \gamma } jest liczbą graniczną oraz {\displaystyle {\overline {\mathbb {Q} }}=\langle \mathbb {P} _{\alpha },{\dot {\mathbb {Q} }}_{\alpha }:\alpha <\gamma \rangle } jest taką iteracją z nośnikami przeliczalnymi, że dla każdego {\displaystyle \alpha <\gamma } mamy
{\displaystyle \Vdash _{\mathbb {P} _{\alpha }}}” {\displaystyle {\dot {\mathbb {Q} }}_{\alpha }} jest proper „oraz {\displaystyle \mathbb {P} _{\alpha }} jest słabo {\displaystyle ^{\omega }\omega }-ograniczające,
to {\displaystyle \mathbb {P} _{\gamma }=\lim({\overline {\mathbb {Q} }})} jest proper i jest słabo {\displaystyle ^{\omega }\omega }-ograniczające.

### Dalsza lektura
Rozdziały 6 i 18 w monografii Szelacha są najbardziej wyczerpującym przeglądem twierdzeń zachowawczych, ale bardzo jasno przedstawione szczególne przypadki tych twierdzeń można znaleźć w artykule Goldsterna i książce Tomka Bartoszyńskiego i Haima Judaha. Warto przy tej okazji zauważyć, że w artykule Goldsterna zakłada się (ze względów technicznych), że rozważane pojęcia forsingu dodają nowe liczby rzeczywiste, a prezentacja w książce Bartoszyńskiego i Judaha zawiera pewną lukę w tym aspekcie. Wyjaśnienie problemu i przedstawienie jego rozwiązania można znaleźć w artykule Jakoba Kellnera i Martina Goldsterna.

## Aksjomat A
James E. Baumgartner wprowadził własność pojęć forsingu, która implikuje, że rozważany forsing jest proper, a której sprawdzenie w wielu przypadkach jest prostsze (czy też bardziej intuicyjne). Własność ta znana jest pod nazwą aksjomatu A lub aksjomatu Baumgartnera.

### Aksjomat Baumgartnera
Powiemy, że pojęcie forsingu {\displaystyle \mathbb {P} =(\mathbb {P} ,\leqslant )} spełnia aksjomat A, jeśli istnieje ciąg porządków częściowych {\displaystyle (\leqslant _{n})_{n<\omega }} na {\displaystyle \mathbb {P} } taki, że
(i) jeśli {\displaystyle q\leqslant _{0}p,} to {\displaystyle q\leqslant p,}
(ii) jeśli {\displaystyle q\leqslant _{n+1}p,} to {\displaystyle q\leqslant _{n}p,}
(iii) jeśli nieskończony ciąg warunków {\displaystyle \langle p_{n}\colon n<\omega \rangle } ma tę własność, że {\displaystyle p_{n+1}\leqslant _{n}p_{n}} (dla wszystkich {\displaystyle n<\omega }), to można znaleźć warunek {\displaystyle q\in \mathbb {P} } taki, że {\displaystyle (\forall n<\omega )(q\leqslant _{n}p_{n}),}
(iv) dla każdego warunku {\displaystyle p\in \mathbb {P} ,} liczby {\displaystyle n<\omega } oraz maksymalnego antyłańcucha {\displaystyle A\subseteq \mathbb {P} } można wybrać warunek {\displaystyle q\in \mathbb {P} } taki, że {\displaystyle q\leqslant _{n}p} i zbiór {\displaystyle \{r\in A\colon r,q} są niesprzeczne {\displaystyle \}} jest przeliczalny.

### Konsekwencje i przykłady
- Jeśli pojęcie forsingu {\displaystyle \mathbb {P} } spełnia aksjomat A, to jest ono proper.
- Wszystkie przeliczalnie domknięte pojęcia forsingu, jak też i wszystkie ccc pojęcia forsingu spełniają aksjomat A. (W pierwszym przypadku kładziemy {\displaystyle \leqslant _{n}=\leqslant ,} a w drugim {\displaystyle \leqslant _{n}} jest równością.)
- Forsing Silvera spełnia aksjomat A. Przypomnijmy, że pojęcie forsingu Silvera {\displaystyle \mathbb {S} } jest zdefiniowane następująco. Elementami porządku (tzn. warunkami) są funkcje {\displaystyle f\colon \operatorname {dom} (f)\to \omega } takie, że {\displaystyle \operatorname {dom} (f)\subseteq \omega } oraz {\displaystyle \omega \setminus \operatorname {dom} (f)} jest nieskończone; porządek jest odwrotną relacją wydłużania funkcji, tzn. {\displaystyle g\leqslant f} wtedy i tylko wtedy, gdy ({\displaystyle f,g\in \mathbb {S} } oraz) {\displaystyle f\subseteq g.}

Dla liczby naturalnej {\displaystyle n\in \omega } określmy relację dwuczłonową {\displaystyle \leqslant _{n}} na {\displaystyle \mathbb {S} } w sposób następujący. Kładziemy {\displaystyle \leqslant _{0}=\leqslant } oraz dla {\displaystyle n>0{:}}
{\displaystyle g\leqslant _{n}f} wtedy i tylko wtedy, gdy ({\displaystyle f,g\in \mathbb {S} } oraz) {\displaystyle g\leqslant f} i jeśli {\displaystyle k\in \omega \setminus \operatorname {dom} (f)} i {\displaystyle \left|k\setminus \operatorname {dom} (f)\right|<n} to {\displaystyle k\notin \operatorname {dom} (g).}
Łatwo można sprawdzić, że {\displaystyle \leqslant _{n}} są porządkami częściowymi na {\displaystyle \mathbb {S} } zaświadczającymi, że {\displaystyle \mathbb {S} } spełnia aksjomat A.
- Ogólniej, pojęcia forsingu zbudowane zgodnie z metodą norm na możliwościach spełniają aksjomat A przy naturalnych warunkach[9].